# Spongebob v kalhotách
Spongebob v kalhotách (v anglickém originále SpongeBob SquarePants) je americký animovaný televizní seriál vytvořený mořským biologem a animátorem Stephenem McDannell Hillenburgem. Většina dílů seriálu, vysílaného od roku 1999 (v ČR od roku 2009 na Nově a od roku 2010 na českém Nickelodeonu) se zaměřuje na skutky a dobrodružství hlavního hrdiny Spongeboba a jeho rozmanitých přátel v podvodním městě Zátiší Bikin (v originále Bikini Bottom). Seriál je také dostupný na SkyShowtime od 6. série.
Spongebob je veselá, hravá, optimistická, hranatá a žlutá mořská houba, která má kamaráda Patrika (hvězdici) a pracuje v restauraci u pana Krabse (Křupavý Krab) jako kuchař, kde pracuje také Sépiák, který nemá Spongeboba rád. Spongebob nosí hnědé kalhoty, červenou kravatu, černé boty a v nich bílé ponožky zdobené červeným a modrým proužkem. Spongebob má kamarádku Sandy (chytrou veverku, která žije pod vodou ve skafandru). Spongebob bydlí v ananasovém domečku se svým šnekem Garym. Spongebobovým nepřítelem je malý plankton, který se po celou dobu seriálu snaží získat recept na krabí hambáče (vyhlášený hamburger Křupavého Kraba). Plankton má neúspěšnou restauraci Kamarádský Kyblík, kde žije se svou počítačovou ženou Karen. Z důvodu obrovského úspěchu byl seriál přesunut do hlavního vysílacího času.

## Vysílání
| Řada | Díly | Premiéra v USA     | Premiéra v USA     | Premiéra v ČR      | Premiéra v ČR      |
| Řada | Díly | První díl          | Poslední díl       | První díl          | Poslední díl       |
| ---- | ---- | ------------------ | ------------------ | ------------------ | ------------------ |
| 1    | 20   | 1. května 1999     | 3. března 2001     | 21. června 2009    | 29. srpna 2009     |
| 2    | 20   | 20. října 2000     | 26. července 2003  | 2009               | 2009               |
| 3    | 20   | 5. října 2001      | 11. října 2004     | 2009               | 2009               |
| Film | Film | 19. listopadu 2004 | 19. listopadu 2004 | 17. března 2005    | 17. března 2005    |
| 4    | 20   | 6. května 2005     | 24. července 2007  | 2009               | 2009               |
| 5    | 20   | 19. února 2007     | 19. července 2009  | 2009               | 2009               |
| 6    | 26   | 3. března 2008     | 5. července 2010   | 2010               | 5. února 2018      |
| 7    | 26   | 19. července 2009  | 11. června 2011    | 2011               | 2011               |
| 8    | 26   | 26. března 2011    | 6. prosince 2012   | 2012               | prosinec 2012      |
| 9    | 26   | 21. července 2012  | 20. února 2017     | 2015               | 3. srpna 2017      |
| Film | Film | 6. února 2015      | 6. února 2015      | 19. února 2015     | 19. února 2015     |
| 10   | 11   | 15. října 2016     | 2. prosince 2017   | 28. dubna 2017     | 21. prosince 2017  |
| 11   | 26   | 24. června 2017    | 25. listopadu 2018 | 18. října 2017     | 18. března 2019    |
| 12   | 26   | 11. listopadu 2018 | 29. dubna 2022     | 19. března 2019    | 14. listopadu 2022 |
| Film | Film | 2021               | 2021               | 2021               | 2021               |
| 13   | 26   | 22. října 2020     | 1. listopadu 2023  | 17. listopadu 2021 | 1. prosince 2023   |
| 14   | 26   | 2. listopadu 2023  | bude oznámeno      | bude oznámeno      | bude oznámeno      |
| 15   | 26   | bude oznámeno      | bude oznámeno      | bude oznámeno      | bude oznámeno      |

## Hlavní postavy
- Spongebob v kalhotách (SpongeBob SquarePants) – Hlavní postava seriálu; mořská houba v kalhotách. Bydlí v ananasu a pracuje u Křupavého Kraba jako kuchař. Navštěvuje vodáckou školu.
- Patrik Hvězdice (Star) (Patrick Star) – Patrik je nejlepší kamarád Spongeboba, je to mořská hvězdice s velmi nízkým IQ proto, že v reálném životě mořské hvězdice nemají mozek.
- Veverka Sandy (Sandy Cheeks) – Sandy je velmi temperamentní mladá veverka v bílém skafandru. Stejně jako Spongebob miluje karate. A také je velice chytrá. Žije ve velké vzduchové kapsli na dně oceánu. Pochází z Texasu. V jednom dílu si Sandy vzala Spongeboba.
- Sépiák Chobotnice (Squidward Tentacles) – Sépiák je něco mezi sépií a chobotnicí. Jeho sousedy jsou Patrik a Spongebob, které nemá moc v lásce. Velmi nerad pracuje u Křupavého Kraba jako pokladník. Miluje hraní na klarinet a umění. Jeho nepřítelem je Chobokuba.
- pan Evžen Harold Krabs (Mr. Eugene Harold Krabs) – Evžen Krabs nebo pan Krabs je šéf a majitel Křupavého Kraba. Nejvíce ze všeho miluje peníze a svoji dceru Perlu. Bojí se mimů. Miluje paní Rybovou.[4]
- Gary – Gary je Spongebobův mazlíček. Je sice hlemýžď, ale mňouká jako kočka. SpongeBob si o něm myslí, že je pesimista, avšak Gary má většinou pravdu.
- Sheldon J. Plankton (Sheldon J. Plankton) – Plankton je dotěrný malý tvor, který se snaží ukrást panu Evženu Krabsovi tajný recept na krabí hambáče. Vlastní také svoji neúspěšnou restauraci Kamarádský kyblík a v jednom dílu Kamarádské jeskyně.
- Paní Rybová (Mrs. Puff) – Je učitelka autoškoly a stejně jako Sépiák nemá v oblibě Spongeboba. Miluje pana Krabse.
- Perla Krabsová (Pearl Krabs) – Perla je dcerou pana Krabse. Má mnoho přátel na střední škole a velmi ráda chodí nakupovat za Evženovy peníze.
- Karen Planktonová (Karen Plankton) – Počítačová manželka Planktona.

## Vedlejší postavy
- Pirát Očko – vypravěč Spongeboba, objevuje se na obraze na začátku seriálů a ve speciálních dílech spolu se svým kamarádem papouškem Pottym a dělají hlouposti
- Papoušek Potty – papoušek Piráta Očka, objevuje se na obraze na začátku seriálů a ve speciálních dílech spolu s Pirátem Očkem
- Princezna Mindy – Princezna Mindy je dcera krále Neptuna
- Princ Triton – Princ Triton je syn krále Neptuna a bratr Mindy
- Král Neptun – král všech moří
- Královna Amphitrite – manželka krále Neptuna a královna Zátiší Bikin
- Král Poseidon – král ztraceného města "Atlantic City"
- Kancléř – kancléř krále Poseidona
- Pan Ryba – tragicky zesnulý manžel paní Rybové. Skončil jako lampa v jedné lidské domácnosti
- Larry – svalnatý humr, který miluje posilování a v jednom díle si otevřel vlastní posilovnu
- Supermořec a Ploutvokluk (Mermaid Man a Barnacle Boy) – akční hrdinové ze seriálu, který Spongebob a Patrik milují
- Létající Holanďan – přes stovky let starý pirátský duch.
- Hambivous – pirát, který chtěl ukrást tajný recept.
- Margaret SquarePantsová (rozená Bubblebottom) – Margaret SquarePants je matka Spongeboba
- Harold SquarePants – otec Spongeboba
- Babička SquarePantsová – babička Spongeboba
- BlackJack SquarePants – bratranec Spongeboba; jako dítě byl mnohem větší než Spongebob, ale v dospělosti byl velký jako Spongebobův palec; je to tyran
- SpongeTron – Spongebobův potomek z budoucnosti
- Patron – Patrikův potomek z budoucnosti
- Herb Hvězdice (Star) – otec Patrika
- Margie Hvězdicová (Star) – matka Patrika
- Samantha Hvězdicová (Star) – sestra Patrika; neumí říct R
- Dennis – nájemný lovec (Spongebob v kalhotách: Film); objevil se v jednom díle seriálu
- David Hasselhoff – člověk, který dovezl Spongeboba s Patrikem zpátky domů zachránit Pana Krabse a Zátiší Bikin (Spongebob v kalhotách: Film + speciál na oslavu 20. výročí SpongeBoba)
- Medúzy – divoká zvířata žijící na Pláni medúz, je jich spoustu druhů
- Bubliňák – vyfoukl ho Spongebob z bubliny jako svého přítele, který žije
- Hans – ruka, která se ukazuje vždy v úvodní znělce a v některých dalších dílech
- Realistická rybí hlava – ukazuje se vždy v úvodní znělce a občas i v jiných dílech jako moderátor televizních zpráv v Zátiší Bikin
- Špínobubla – protivník Supermořce a Ploutvokluka
- Paprskoun – nepřítel Supermořce a Ploutvokluka
- Atomový Flundra – nepřítel Supermořce a Ploutvokluka v důchodu
- Paní (Betsy) Krabsová – matka pana Krabse
- Stanley SquarePants – bratranec Spongeboba
- Rudovous Krabs – dědeček pana Krabse. Je plnokrevný pirát, miluje peníze stejně jako pan Krabs
- Pan Čmáranice – mazlíček červ pana Krabse a Perly Krabsové. Rád chodí na procházky a rád štěká
- Coti Jedo Toho – ryba (mužského pohlaví), které Sépiák nevěřil, že to je její jméno; chtěl vědět, jak se jmenuje, aby vyhrál od pana Krabse brožuru, neboť myslel, že vyhrál dovolenou
- Chobokuba Obočák – Sépiákův nepřítel ze školy, protože je mnohem úspěšnější a bohatší než on
- Bludný Holanďan – potulný pirát, postrach všech moří
- Fred – Normální ryba a občan Zátiší Bikin, který má věčně problémy se svýma nohama
- Francouzský Vyprávěč – Francouzský Vyprávěč, kamarád Sandy a je občas vypravěčem
- Perch (Okoun) Perkins – známý reportér televizních zpráv v Zátiší Bikin
- Bubliňák – je líný a miluje hraní deskových her
- Paní Chobotnicová – matka Sépiáka
- Jeff Chobotnice – otec Sépiáka
- Starý pan Jenkins – důchodce vlastnící svoji vlastní farmu
- Rube – řidič výletního autobusu a fotograf
- Spot – Planktonův mazlíček; je to Améba
- Otto – robot stvořený Sandy, který vezl Spongeboba s Patrikem do Atlantic City (SpongeBob ve filmu: Houba na útěku)
- Pláťa – student v Autoškole Paní Rybové, který chtěl zbít Spongeboba
- Howard – soused Spongeboba, Patrika a Sépiáka, kterého si Sépiák moc oblíbil
- Craig Mammalton – tuleň, který je populární pro svoji opálenou kůži
- Gordon – Viking, který unesl se svou posádkou Olafů Spongeboba a Sépiáka z Křupavého Kraba
- Škrtič – chtěl uškrtit Spongeboba za to, že ho nechal zavřít do vězení
- Kevin Okurka – mořská okurka a vůdce fanklubu lovení medúz, je nafoukaný
- SpongeGar – předek Spongeboba z pravěku
- Patar – předek Patrika z pravěku
- Sépa – předek Sépiáka z pravěku
- Primitivní Gary – předek Garyho z pravěku
- Primitivní Krabs – předek pana Krabse z pravěku
- Blbý Burák – maskot u „Blbého Buráka“, který má oblek buráku (Spongebob v kalhotách: Film + dva díly seriálu)
- Kyklop – potápěč; kvůli jeho potápěčské helmě ho nazývají Kyklop (Spongebob v kalhotách: Film)
- Mudrc – bylina s hlavou člověka, je moudrý (SpongeBob ve filmu: Houba na útěku)
- Bublal – delfín žijící ve vesmíru (SpongeBob ve filmu: Houba na suchu)
- El Diablo – vůdce zombie pirátských kovbojů (SpongeBob ve filmu: Houba na suchu)
- Rackové – jsou společně s Hambivousem a poslouchají jeho příběhy ze Zátiší Bikin (SpongeBob ve filmu: Houba na suchu)
- Plák – jeden z racků na palubě Hambivouse (SpongeBob ve filmu: Houba na suchu)
- Kelpy-G – hudebník na klarinet a Sépiákův idol
- Kraken – mořská příšera, která je dobrý komediant (Korálový tábor: Spongebob na dně mládí + jeden díl seriálu)
- Squidina Hvězdicová – Patrikova sestra (Patrikova hvězdná show)
- Bunny Hvězdicová – Patrikova matka (Patrikova hvězdná show)
- Cecil Hvězdice – Patrikův otec (Patrikova hvězdná show)
- DědPat Hvězdice – Patrikův děda (Patrikova hvězdná show)
- Nobby – bratr Narlene, skřítek. V dětství byl docela malý, ale v díle (hlavního seriálu) "Holky Jménem Chaos" je ukázáno, že v dospívání celkem dost vyrostl (Korálový tábor: Spongebob na dně mládí)
- Narlene – sestra Nobbyho, která je bláznivá; v dospívání se kamarádí s Perlou (Korálový tábor: Spongebob na dně mládí)
- Malda – je nakreslený Spongebobem, který ho nakreslil kouzelnou tužkou, pak ho dostal na papír a tam je doteď
- Kenny Kočičák – kočka, která předstírala že umí dýchat pod vodou
- Beatrice – ryba, která dala v jednom díle Perle práci
- Žraločáci – taneční skupina žráloků
- Chobotňáci – taneční skupina chobotnic a rivalové Žraločáků

## Speciální díly
Ve speciálních dílech, pirát Očko ze začátku seriálu vyvádí se svým papouškem Pottym hlouposti. Místo známé znělky je tu hraná scéna piráta, kterého nehraje nikdo jiný, než originální dabér Spongeboba v angličtině – Tom Kenny. Je to ohromný fanoušek Spongeboba. Má vše s obrázkem Spongeboba, včetně trenek.

## Knihy, komiksy
Na motivy seriálu bylo vydáno mnoho komiksů např. Spongebob a šampionát, Spongebob a Poseidonův trojzubec, Spongebob a tajmenství Atlantidy, Praštěné podmořské příběhy, Dobrodruzi všech moří, spojte se!, Příběhy ze zakletého ananasu, …, ale i knih.
Spongebob má také hrnky, trička, čepice, plakáty a další věci pro fanoušky.

## Filmy
- 2004 Spongebob v kalhotách: Film
- 2015 SpongeBob ve filmu: Houba na suchu
- 2020 SpongeBob ve filmu: Houba na útěku
- 2024 Záchrana Zátiší Bikin: Veverka Sandy zasahuje
- 2025 Plankton ve filmu
- 2025 The SpongeBob Movie: Search for SquarePants[5]

## Další seriály
- 2021 Korálový tábor: Spongebob na dně mládí
- 2021 Patrikova hvězdná show

## Dabing
| Postava           | Dabér |
| ----------------- | --- |
| Spongebob         | Jan Maxián |
| Patrik            | Tomáš Racek (1.–9. série), Jiří Krejčí (od 9. série, 3. a 5. série [dabing Nickelodeon]), Jan Maxián [zpěv] (7. série)                                        |
| Pan (Evžen) Krabs | Bedřich Šetena (1.–9. série), Petr Pospíchal (od 9. série, 3. a 5. série [2. dabing]), Zbyšek Pantůček [zpěv] (1.–5., 8. série), Jan Maxián [zpěv] (7. série) |
| Plankton          | Antonín Navrátil |
| Sépiák            | Ivo Novák |
| Sandy             | Jana Páleníčková, Petra Hobzová (3. série [2. dabing]) |
| Larry             | Jan Vondráček (1.–9. série), Ladislav Cigánek (6. 12. série [některé díly]), Ludvík Král (od 9. série)                                                        |
| Supermořec        | Jan Vondráček (1.–9. série), Ludvík Král (od 9. série) |
| Ploutvokluk       | Antonín Navrátil (1.–5. série), Ladislav Cigánek (od 6. série)                                                                                                |

České znění režíroval Jiří Balcárek (1.–2. série [TV Nova], 3.–13. série).
České znění vyrobila DW Agentura pro TV Nova (1.–5. série)/SDI Media pro Nickelodeon (5. série Nickelodeon, od 6. série).

## Komiksová série
Od roku 2017 vychází každý měsíc komiks se Spongebobem.